# Lethrinus genivittatus
Lethrinus genivittatus là một loài cá biển thuộc chi Lethrinus trong họ Cá hè. Loài này được mô tả lần đầu tiên vào năm 1830.
Loài này trước đây được công nhận với danh pháp L. nematacanthus, còn L. genivitatus lại bị định danh nhầm cho nhiều loài khác.

## Từ nguyên
Từ định danh được ghép bởi hai âm tiết trong tiếng Latinh: gena ("má") và vittatus ("có sọc"), hàm ý đề cập đến các vệt sọc màu nâu đỏ thi thoảng xuất hiện trên má của loài cá này.

## Phân bố và môi trường sống
L. genivittatus có phân bố tương đối rộng ở vùng Ấn Độ Dương - Thái Bình Dương, từ Indonesia trải dài về phía đông đến quần đảo Caroline và New Ireland, ngược lên phía bắc đến Nhật Bản và Hàn Quốc, giới hạn phía nam đến Úc và Nouvelle-Calédonie. L. genivittatus cũng xuất hiện tại hòn Cau (Bình Thuận, Việt Nam).
L. genivittatus sống ở vùng nước nông có độ sâu khoảng 5–25 m, tập trung trên các thảm cỏ biển, bãi cát, đầm lầy ngập mặn và gần rạn san hô, cũng có thể tiến vào các dòng sông.

## Mô tả
Chiều dài cơ thể lớn nhất được ghi nhận ở L. genivittatus là 25 cm, thường bắt gặp ở kích thước 15 cm. Thân màu nâu tanin hoặc thân trên nâu, thân dưới trắng với ba sọc nâu. Hai bên lườn thường có các vệt đen rải rác và một đốm đen vuông nằm trên thân, cao hơn vây ngực. Đầu có khi xuất hiện có một số vạch sọc mờ. Vây nhạt, lốm đốm những chấm trắng.
Số gai ở vây lưng: 10 (gai thứ hai dài nhất); Số tia vây ở vây lưng: 9; Số gai ở vây hậu môn: 3; Số tia vây ở vây hậu môn: 8; Số tia vây ở vây ngực: 13; Số vảy đường bên: 46–47.

## Sinh thái
L. genivittatus là loài lưỡng tính tiền nữ và chuyển đổi giới tính khi cá cái được đạt tổng chiều dài là 18 cm. Cá cái nhỏ hơn và có số lượng nhiều hơn hẳn so với cá đực đã được xác nhận trong quần thể ở Úc. Độ tuổi thọ lớn nhất được biết đến ở L. genivittatus là 7 năm.
Thức ăn của L. genivittatus bao gồm động vật giáp xác và cá nhỏ.

## Thương mại
L. genivittatus ít có giá trị thương mại do kích thước khá nhỏ.